# ميخائيل توخاتشيفسكي

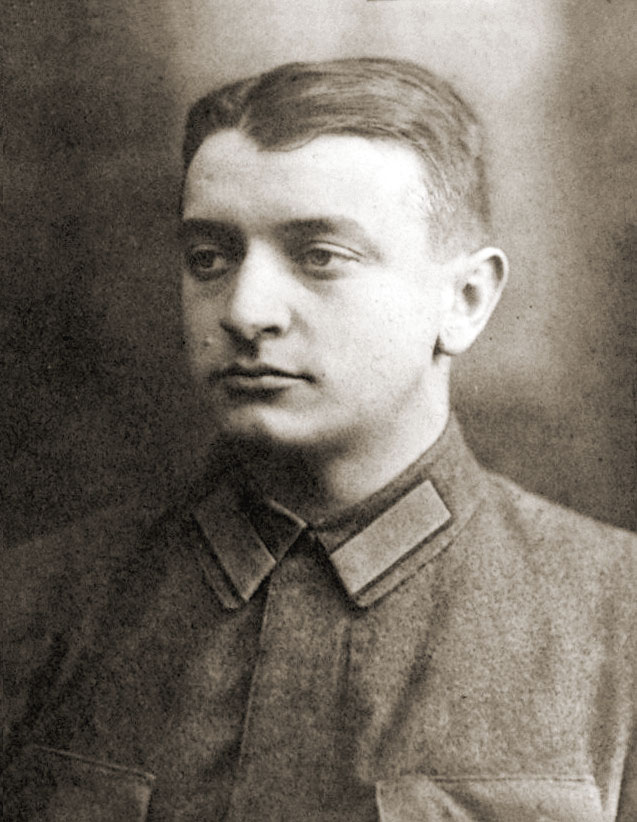
توخاتشيفسكي

ميخائيل نيقولايڤتش توخاتشيڤسكي (الروسية: Михаѝл Никола̀евич Тухачѐвский) Michael Nicolaevich Tukhachevsky (مواليد 16 فبراير 1893 - وفيات 12 يونيو 1937) مارشال الاتحاد السوفيتي. ولد في قرية ألكسندروڤسكويه (إقليم سمولنسك) في أسرة نبيلة اشتهرت بالفن والأدب، وفي قريته أنهى تعليمه الابتدائي، ثم انتقل إلى موسكو حيث انتسب إلى الكلية الحربية وتخرج فيها عام 1914. شارك في الحرب العالمية الأولى برتبة ملازم، وفي سنة 1915 وقع أسيراً في يد الألمان، وفي المعتقل التقى أسيراً فرنسياً من الحلفاء هو النقيب شارل ديجول. وفي عام 1917 نجح توخاتشيفسكي في الهروب من المعتقل بعد عدة محاولات مخفقة.

## سيرته
انضم في عام 1918 إلى الحزب الشيوعي الروسي والتحق بالجيش الأحمر وصار المفوض العسكري للدفاع عن منطقة موسكو، ثم قائداً للجيش الأول في الجبهة الشرقية، فمعاوناً لقائد الجبهة الجنوبية، فقائداً للجيش الثامن من الجبهة نفسها، ثم قائداً للجيش الخامس من الجبهة الشرقية. واستطاع بالتعاون مع قادة الجيوش الأخرى تحرير مناطق الأورال وسيبيريا من قوات كولتشال (الروس البيض) وفي المدة ما بين يناير وأبريل 1920 تولّى قيادة قوات جبهة القفقاس التي دحرت قوات دينيكين، ثم قيادة قوات الجبهة الغربية إبان الحرب السوفيتية ـ البولندية، وقوات منطقة تامبوف لدى سحق قوات أنطونوف المناوئة للثورة.
بعد انتهاء الحرب الأهلية في روسيا (1918-1920) تولى توخاتشيفسكي منصب مدير الأكاديمية العسكرية (1921)، ثم قيادة قوات المنطقة العسكرية الغربية. وفي عام 1924 تولّى منصب نائب رئيس أركان الجيش الأحمر ثم رئاسة الأركان العامة (1925-1928). وفي عام 1931 تسلم قيادة قوات منطقة ليننجراد العسكرية، ثم رئاسة مجلس الثورة العسكري، وصار مسؤولاً عن تسليح الجيش الأحمر. في عام 1934 عُيَّن نائباً لوزير الدفاع ورئيساً لهيئة التدريب العسكري.

## إنجازاته
كان لتوخاتشيفسكي أثر بارز في إعادة بناء الجيش الأحمر والإصلاحات التي تناولت تنظيم القوات المسلحة السوڤييتية وبنيتها، وفي تطوير أنواع جديدة من القوات المسلحة كالطيران والقوات الميكانيكية وقوات الإنزال الجوي والقوى البحرية، وفي تدريب «الكوادر» القيادية والسياسية، وأنشئ بمبادرة منه عدد من الأكاديميات العسكرية المتخصصة.
ترك توخاتشيفسكي عدداً من الكتب والمقالات والأبحاث التي بيّن فيها وجهات نظره الاستراتيجية في الحرب الحديثة، مما كان له تأثير كبير في تطور الفكر العسكري السوفيتي، وأسهم في إرساء أسس الاستراتيجية وفن العمليات والتكتيك والعلوم العسكرية الأخرى. وكان لنشاطه، وخاصة في منصب نائب وزير الدفاع، أهمية كبرى في ميدان تنظيم القوات المسلحة وإعدادها تقنياً، وإدخال نماذج جديدة من الأسلحة مثل الرشاشات القصيرة والمدفعية الذاتية الحركة والأسلحة الصاروخية التي اشتهرت باسم «كاتيوشا» وطائرات «إليوشن» وغيرها. وتركزت جهوده العلمية، ولا سيما نظريته في العمليات الهجومية العميقة إلى جانب تطبيقاته العملية في قيادة القوات وتطوير الفكر العسكري، على أهمية البناء العسكري في حقبة ما قبل الحرب، وجاءت الحرب العالمية الثانية لتؤكد صحة آرائه.

توخاتشيفسكي على طابع بريدي سوفيتي سنة 1963

في عام 1934 رشّح توخاتشيفسكي لعضوية اللجنة المركزية للحزب الشيوعي البلشفي، وفي عام 1935 رقِّي إلى رتبة مارشال الاتحاد السوفيتي. وتقديراً لخدماته منح وسام لينين، ووسام الراية الحمراء، وسلاح التكريم الثوري.
سعت أجهزة المخابرات النازية إلى تدبير مؤامرة للتخلص منه ومن بعض قادة الجيش الأحمر البارزين، وتمكنت عن طريق تسريب وثائق مزوَّرة من إقناع ستالين بوجود مؤامرة انقلاب عليه، فقرر إعفاء أولئك القادة من مناصبهم وفيهم توخاتشيفسكي، واعتقالهم وإحالتهم على محكمة سرية قضت بإعدامهم في 11 حزيران سنة 1937، وتلا ذلك إعدام زوجة توخاتشيفسكي واثنين من إخوته.
حقَّق إعدام توخاتشيفسكي وزملائه أهداف النازيين على نحو ما أثبتته مجريات الأمور بعد ذلك. وبعد وفاة ستالين بادرت هيئة القيادة العليا السوفيتية إلى إعادة الاعتبار إلى المارشال توخاتشيفسكي وتبرئته من تهمة التعاون مع النازيين، وإبراز فضله في بناء القوات المسلحة السوفيتية.

## روابط خارجية
- ميخائيل توخاتشيفسكي على موقع الموسوعة البريطانية (الإنجليزية)
- ميخائيل توخاتشيفسكي على موقع مونزينجر (الألمانية)